# 리키 스팀보트
리키 스팀보트(Ricky Steamboat, 1953년 2월 28일 ~ )는 본명 리처드 헨리 블러드(Richard Henry Blood)다. 미국의 프로레슬링선수다. 키는 178cm 몸무게는 108kg이다.